# ناحیه شیرپور
ناحیه شیرپور (به لاتین: Sherpur District) یک ناحیه در بنگلادش است که در استان میمن‌سینگ واقع شده‌است.

## خصوصیات
ناحیه شیرپور ۱٬۳۵۹٫۸۷ کیلومترمربع مساحت و ۱٬۳۵۸٬۳۲۵ نفر جمعیت دارد.